# Рикмурай Джек
«Рикмурай Джек» (англ. Rickmurai Jack) — десятый, заключительный эпизод пятого сезона американского мультсериала «Рик и Морти». Сценарий к эпизоду написали Джефф Лавнесс и Скотт Мардер, а режиссёром выступил Шивон Томпсон. Название эпизода отсылает к мультсериалу «Самурай Джек».
Премьера эпизода состоялась 5 сентября 2021 года в блоке Adult Swim на Cartoon Network. Эпизод посмотрели около 935 тысяч зрителей во время выхода в эфир.

## Сюжет
Рик покидает аниме-жизнь с воронами, когда обнаруживает, что он их «интрижка». Он и Морти идут в Цитадель, но к ним обращаются Рики, которые ведут их к президенту Морти. Там президент Морти раскрывает, что он — Злой Морти, и что он использовал сканирование мозга Рика, чтобы создать путь за пределами Центральной конечной кривой, огорожённой стеной — частью мультивселенной, где Рик — самый умный человек из ныне живущих. Воспоминания раскрывают предысторию Рика: после того, как альтернативный Рик убил его жену и молодую Бет, он изобрёл портальную пушку, чтобы прочесать мультивселенную в поисках убийцы его семьи, «Злого Рика», но не добился успеха. После воссоединения с альтернативной взрослой Бет, он в конечном итоге заключил сделку с другими альтернативными Риками, чтобы создать Кривую, контролируемую через Цитадель. Для того, чтобы получить достаточно Морти, которые маскируют «гениальный мозговой след» Риков, Цитадель Риков заставила многих Джерри и Бет влюбиться в множестве альтернативных реальностей. Злой Морти взламывает все портальные орудия в городе, что приводит к повсеместной смерти, после чего использует их кровь и испорченную портальную жидкость, чтобы сбежать из Кривой в спасательной капсуле, в то время как Рик, Морти и группа выживших Риков и Морти сбегают из Цитадели, разрушенной чёрной дырой. Злой Морти успешно сбегает из Кривой и входит в золотой портал.
В сцене после титров мистер Жопосранчик, который сейчас в разводе, размышляет о том, как правильно поступить, когда человек осознаёт, кто на самом деле его близкие, и о том, что у людей не так много времени, как они думают.

## Отзывы
Зак Хэндлен из The A.V. Club дал двум эпизодам (девятому и десятому) оценку A-, похвалив эпизод за «подтверждение предыстории Рика». Джо Матар из Den of Geek оценил оба эпизода на 4 звезды из 5, заявив, что «лучше всего в этом эпизоде, так это то, что он настраивает на следующий сезон. Кто знает, как долго они будут придерживаться этого, но подразумевается, что у Рика закончилась портальная жидкость, что делает его гораздо менее богоподобным», похвалив также совет мистера Жопосранчика.